# Mokrosuky

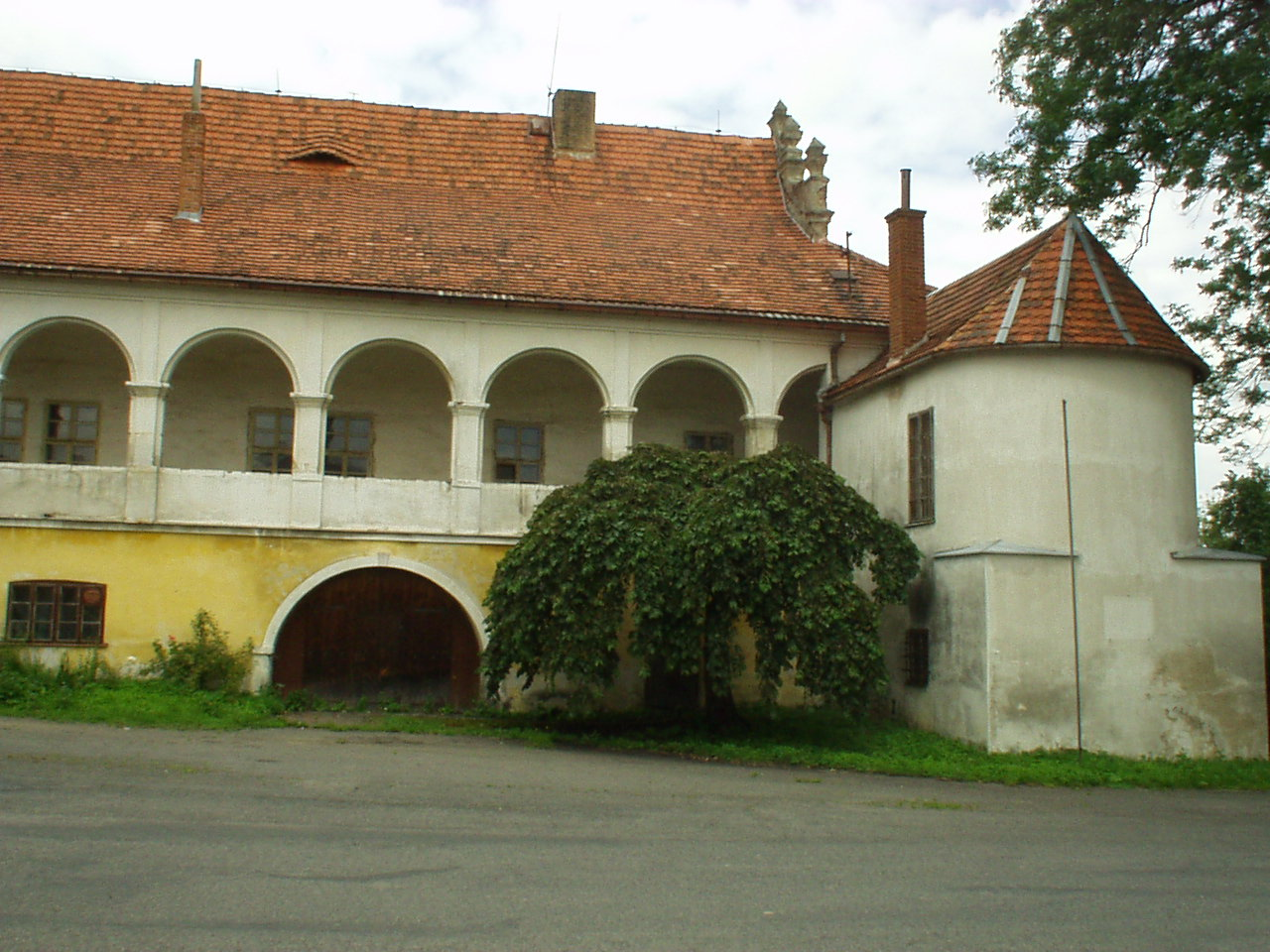
Schloss Mokrosuky

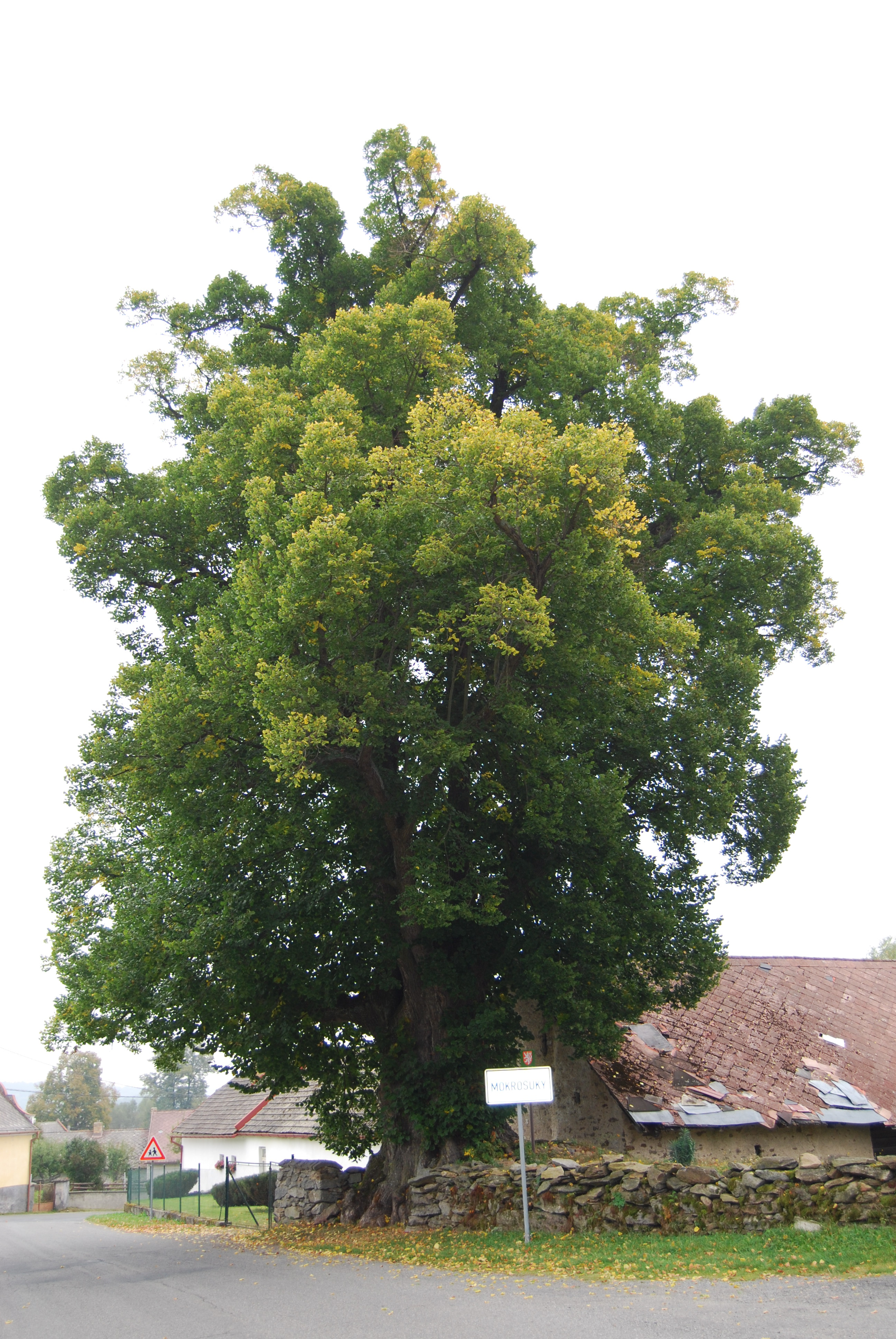
Linde u Zelených

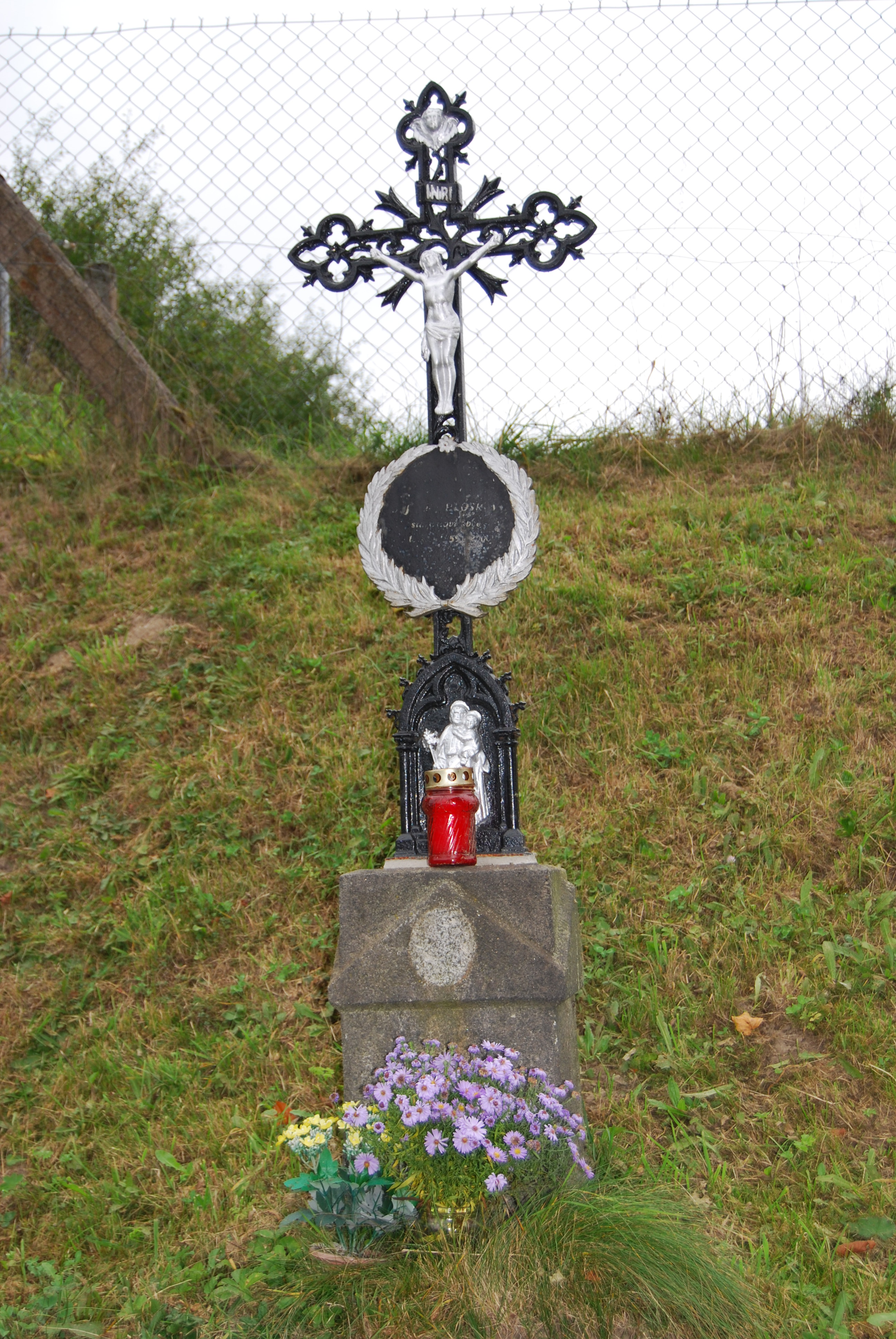
Wegkreuz bei Mokrosuky

Mokrosuky (deutsch Mokrosuk) ist eine Gemeinde in Tschechien. Sie liegt drei Kilometer südlich von Kolinec und gehört zum Okres Klatovy.

## Geographie
Mokrosuky befindet sich in der Svatoborská vrchovina (Swatobor-Bergland), einer Teileinheit der Šumavské podhůří (Böhmerwaldvorland). Der Kernort liegt rechtsseitig über dem Tal der Ostružná und wird vom Bach potok Hory Matky Boží durchflossen. Im Norden erheben sich die Rendlíky (649 m), der Hostidráž (696 m) und der Křepčín (557 m), südöstlich der Na Chocholíku (548 m) und die Zabuza (575 m), im Süden der V Kosách (636 m) und der Přenýř (702 m), südwestlich die Křížovka (765 m) und die Pavlínova hora (633 m), im Westen der Vrch (703 m) sowie nordwestlich die Rovina (723 m). Östlich des Dorfes verläuft die Bahnstrecke Horažďovice předměstí–Klatovy, dahinter die Staatsstraße II/187 zwischen Sušice und Kolinec.
Nachbarorte sind Starý Ovčín, Kolinec, Středka, Puchverk und Pazderna im Norden, Čermná und Zbynice im Nordosten, Kašovice im Osten, Tedražice und Hrádek im Südosten, Lešišov, Břetětice, Svojšice und Pozorka im Süden, Cihelna, Horní Staňkov und Hory Matky Boží im Südwesten, Velhartice, Konín und Tajanov im Westen sowie Ujčín, Nový Mlýn, Jindřichovice und Nový Ovčín im Nordwesten.

## Geschichte
Mokrosuky gehörte seit dem 14. Jahrhundert zu den Gütern der Burg Velhartice. Die erste schriftliche Erwähnung des Ortes erfolgte 1418 im Zusammenhang mit einer Mühle. Der älteste Nachweis über den Hof Mokrosuky erfolgte 1542. Im Zuge der Aufteilung der Herrschaft Velhartice erwarb Václav Vintíř von Vlčkovice 1560 Mokrosuky, das damit Teil der Herrschaft Kolinec wurde. 1579 verkaufte Václav Vintíř das Gut Mokrosuky an Wolf Gotthard Pergler von Perglas. Dieser, oder sein Sohn Wenzel Ottokar ließen die Feste zum Ende des 16. Jahrhunderts zu einem Renaissanceschloss umgestalten. Wegen Beteiligung am Ständeaufstand von 1618 wurden die Güter des Wenzel Ottokar Pergler von Perglas nach der Schlacht am Weißen Berg konfisziert und dem kaiserlichen Feldmarschall Baltasar von Marradas als Pfand überlassen. Marradas nutzte das Schloss während des Dreißigjährigen Krieges mehrmals als Nachtquartier für sich und seine Leute, mit den Einnahmen des Gutes wurde der Sold für sein Heer finanziert. Ab 1628 floss der Ertrag des Gutes Mokrosuky zum gleichen Zweck dem kaiserlichen Obristen Martin de Hoeff Huerta zu. Nach dem Ende des Dreißigjährigen Krieges erwarb Humprecht Račín von Račín das Gut Mokrosuky mit dem Schloss, dem Hof und dem Dorf Mokrosuky sowie den Dörfern Čermná, Lešišov und Nemanice. Er konnte das Gut nicht gewinnbringend bewirtschaften und geriet in Schulden. Danach bewirtschaftete seine Tochter Apollonia Ludmilla Gräfin Althann das Gut; sie überließ es 1679 ihrem Bruder Ernst Adalbert Račín von Račín, der es seiner Herrschaft Bürgel zuschlug. Bis zur Mitte des 19. Jahrhunderts blieb Mokrosuky nach Bürgel untertänig.
Nach der Aufhebung der Patrimonialherrschaften bildete Mokrosuky / Mokrosuk ab 1850 mit dem Ortsteil Lešišov eine Gemeinde im Gerichtsbezirk Schüttenhofen. Zu dieser Zeit lebten in den 45 Häusern von Mokrosuky 123 ausschließlich tschechischsprachige Einwohner. Ab 1868 gehörte die Gemeinde zum Bezirk Schüttenhofen. Zu Beginn des 20. Jahrhunderts wurde Mokrosuk auch als tschechischer Ortsname verwendet, 1924 wurde dieser wieder in Mokrosuky abgeändert. 1938 bestand Mokrosuky aus 59 Häusern und hatte 332 Einwohner. Im Zuge der Aufhebung des Okres Sušice kam Mokrosuky 1960 zum Okres Klatovy. Am 1. Juli 1980 erfolgte die Eingemeindung nach Kolinec. Seit dem 24. November 1990 besteht die Gemeinde Mokrosuky wieder.

## Gemeindegliederung
Die Gemeinde Mokrosuky besteht aus den Ortsteilen und Katastralbezirken Lešišov (Leschischow) und Mokrosuky (Mokrosuk). Zu Mokrosuky gehört außerdem der Weiler Pozorka.

## Sehenswürdigkeiten
- Renaissanceschloss Mokrosuky, der zweiflügelige Komplex mit Arkaden und einer Schlosskapelle entstand nach 1579 für Wolf Gotthard Pergler von Perglas anstelle einer Wasserfeste
- Kapelle des hl. Wenzel
- Burgruine Kašovice, östlich von Mokrosuky über der Ostružná. Die Feste Kašovice wurde 1341 als Sitz des Sezema von Kašovice erstmals erwähnt und ist seit dem 16. Jahrhundert wüst.[5]
- Reste von Goldseifen an der Ostružná beim Bahnhof Mokrosuky
- Lípa u Zelených, die etwa 600-jährige Sommerlinde wächst am westlichen Ortsausgang von Mokrosuky an der Straße nach Hory Matky Boží in der Hofmauer des ehemaligen Bauernhofes U Pavlíčků. Der 27 m hohe Hofbaum mit einem Stammumfang von 8,37 m ist seit 1978 geschützt. Im Innern des hohlen Stammes befindet sich eine kleine Kapelle.
- Stieleiche auf der alten Begräbnisstätte Na hřbitově bzw. U svítivých hlav (Bei den leuchtenden Köpfen) östlich von Mokrosuky hinter dem Fußballplatz. Der 19 m hohe Baum mit einem Stammumfang von 4,95 m ist seit 1985 als Baumdenkmal geschützt. Der hohle Stamm der etwa 400-jährigen Eiche ist ausgebrannt. Den Überlieferungen nach soll sich unter der Eiche das Grab von schwedischen Soldaten aus der Zeit des Dreißigjährigen Krieges befinden. Später wurden in der Nähe des Baumes die Pesttoten aus Mokrosuky begraben. Um den Platz ranken sich Sagen über nächtens erscheinende Gerippe und Totenschädel mit feurigen Augen.
- Winterlinde am südlichen Ortsausgang von Lešišov. Der 25 m hohe Baum mit einem Stammumfang von 8,25 m ist seit 1986 geschützt. Er gilt als drittstärkste Winterlinde in Westböhmen. Sein Alter wird auf 400 Jahre geschätzt. Um den hohlen Baum ranken sich ebenfalls Legenden, so soll er Paschern und Räubern als Versteck gedient haben und von Geistern bewohnt sein.

## Söhne und Töchter der Gemeinde
- Václav Vojta (1917–2000), Neurologe
- Vladimír Boublík (1928–1974), Theologe

## Galerie

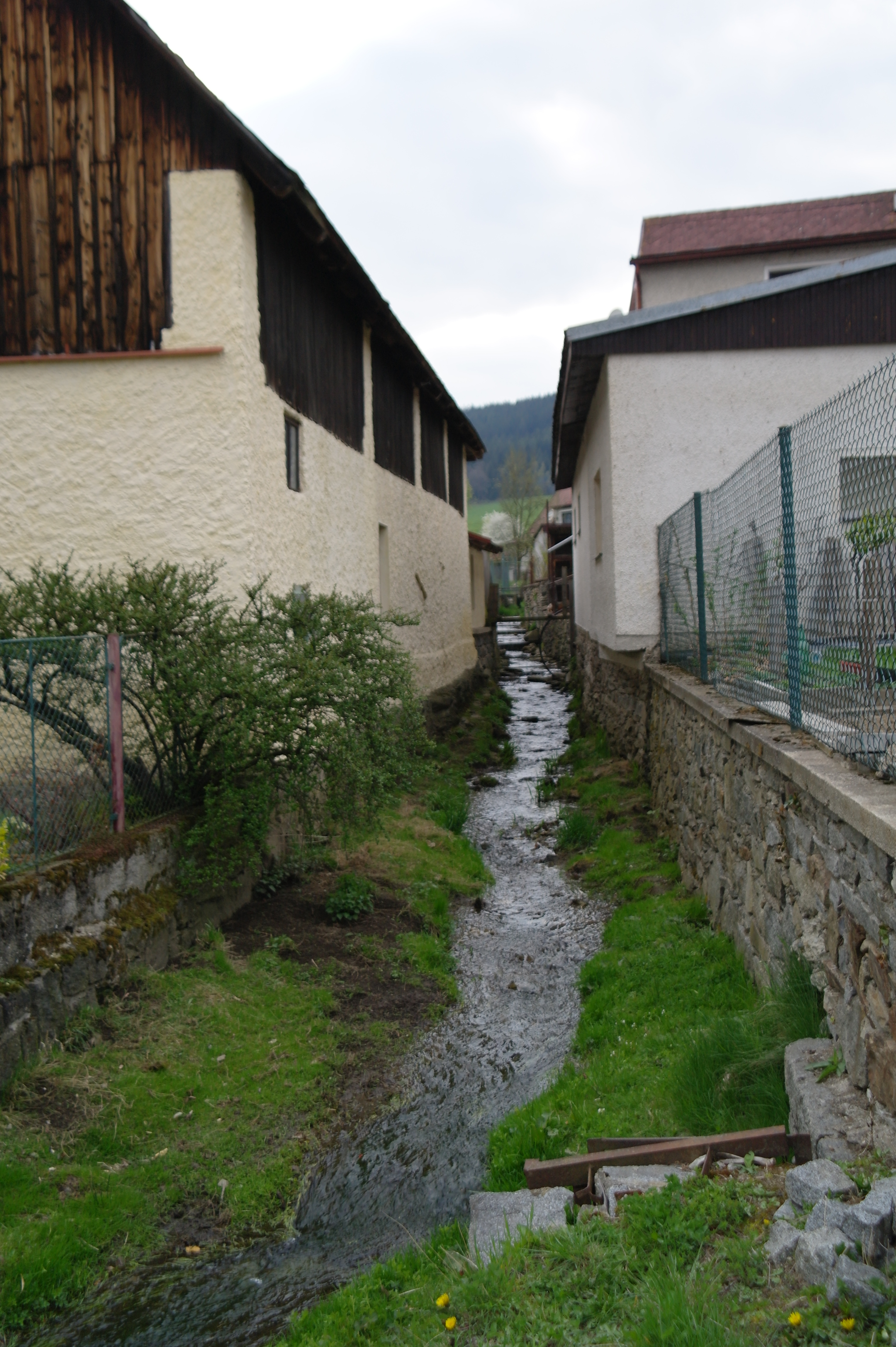
Potok
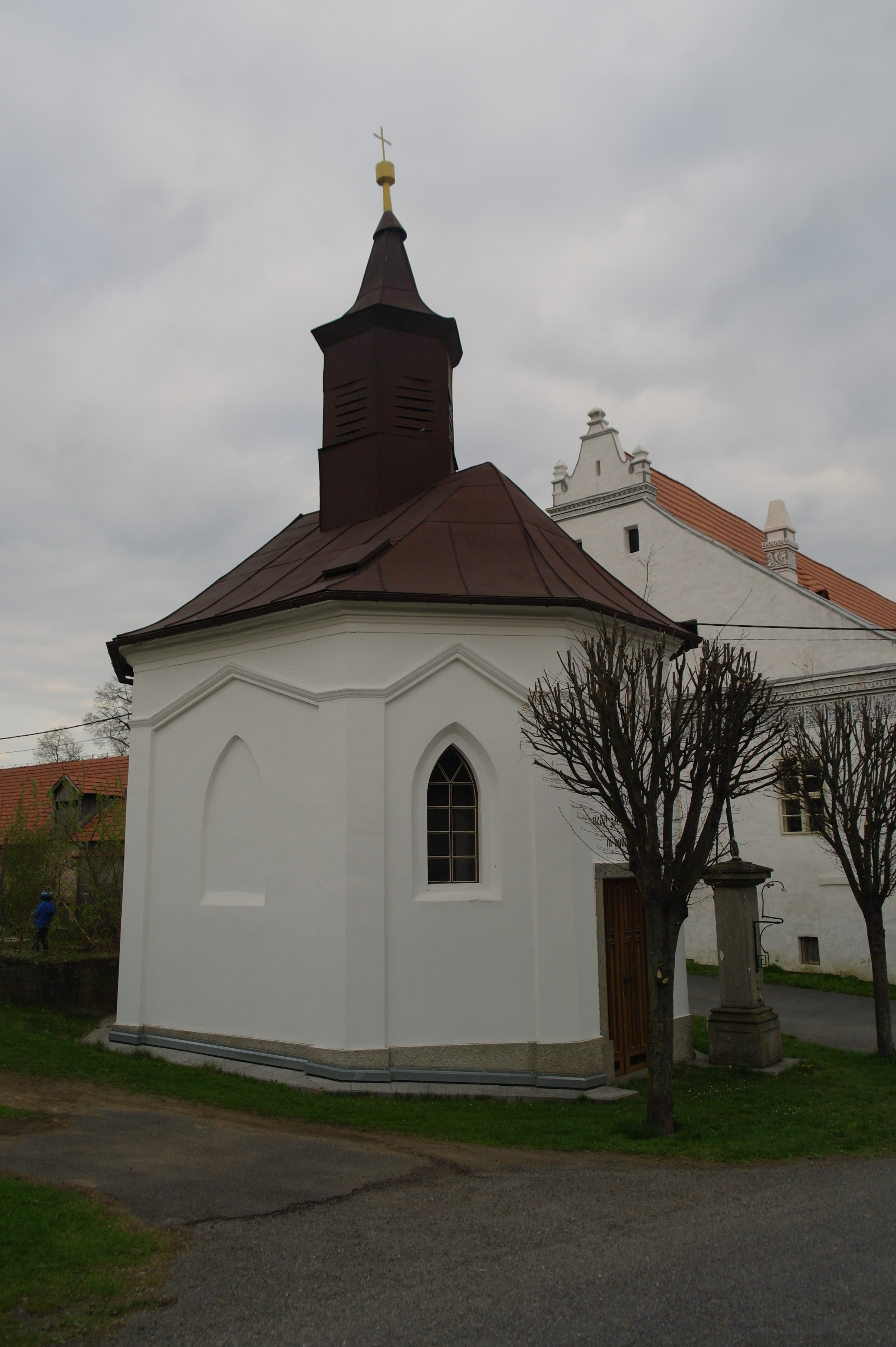